# Jean Amila
Jean Meckert, también conocido bajo el seudónimo de Jean Amila (X Distrito de París, 24 de noviembre de 1910-París, 7 de marzo de 1995), fue un escritor francés.
Con su nombre verdadero publica novelas en la colección "Blanche" de Gallimard mientras que utiliza su seudónimo (John Amila y más tarde Jean Amila) para sus novelas negras publicadas en la Série noire. También publica otras novelas populares bajo los seudónimos de Édouard, Edmond o de Guy Duret', Albert Duvivier, Mariodile y Marcel Pivert.
Su obra está marcada por su sensibilidad libertaria.

## Biografía

### Primeros años (1910-1923)
Los primeros años de la vida de Jean Amila estuvieron marcados por la marcha de su padre del hogar. Este se había ido a vivir con su amante en febrero de 1920.
Su madre fue internada en Le Vésinet y su hermana en una pensión de Neuilly, por lo que el joven Amila fue a un orfanato protestante de Courbevoie, el asilo Lambrechts, hasta 1923. Meckert guarda de esa estancia una detestación hacia la educación religiosa, pero sobre todo un sentimiento de humillación y de abandono.

### Inicios como escritor (1923-1939)
Tras obtener su certificado de estudios primarios con un año de adelanto, Amila comenzó su aprendizaje en un taller de construcción de motores eléctricos en el XX Distrito de París en 1923. En 1927, se convierte en empleado de oficina en el Crédit lyonnais. Poco después va al paro y comienza con otros pequeños trabajos. Porque «se moría de hambre», Meckert entra en el ejército, donde está entre enero de 1930 y mayo de 1932, en el seno de la compañía de Satory de Versailles. Llegó a obtener el rango de cabo.
A su vuelta del ejército, trabaja durante un año en una carrocería y se casa. Ese matrimonio dura pocos años. Ejerce entonces diversos oficios, como vendedor de bolis en la vía pública, fotógrafo en las ferias o detective hasta el inicio de la Segunda Guerra Mundial.
Durante los años 1930 Amila empieza a escribir (cinco cuentos en 1935 que describe como "historias auténticas", basadas sobre su experiencia y en gran parte autobiográficas. Redacta también piezas de teatro y una novela, Los golpes (en francés, Les Coups), en 1936. Tres años más tarde, manda un primer ensayo, Message livide, a George Duhamel. Este último considera que el texto es demasiado híbrido entre relato y ensayo y con una escritura demasiado influenciada por Louis-Ferdinand Céline.

### La experiencia de la guerra y primeras publicaciones (1939-1945)
Jean Amila fue movilizado el 2 de septiembre de 1939 en la quinta compañía de Ingeniería militar, sección de Bouzonville en Mosela. Transcribe en una libreta los desplazamientos de su regimiento durante la «Guerra de broma», cuya misión consiste en recuperar material en la línea de ferrocarril cercana al frente. Es internado en Suiza con 38 000 soldados franceses, primero en Baden, y después en Moosleerau.
De vuelta en Francia en febrero de 1941, Meckert pasa diferentes concursos antes de ser admitido en las oficinas del registro de estado civil en la prefectura del Sena.
En julio de 1941, manda Los golpes, que había escrito en 1936, a la editorial Gallimard, que la publica en diciembre de 1941. Esta historia de Félix, un obrero que «intenta explicar su desconcierto, desconcierto por ser incomprendido, y por no comprender», y acaba pegándole a su mujer, es saludada por la crítica, entre ellos André Gide y Raymond Queneau, y se convierte en éxito comercial. La primera edición se agota con rapidez.
Tras abandonar su trabajo para dedicarse a la escritura, Amila redacta L'Homme au marteau que fue publicado por Gallimard en 1943. Es durante esa época que Jean Meckert, a semejanza de Léo Malet, publica una veintena de novelas bajo el seudónimo de Duret, apellido de su madre.

### La posguerra (1945-1950)
Su tercera novela, La Lucarne es publicada en 1945. Amila firma en febrero de 1946 con Gallimard un contrato para la publicación de La Marche au canon, prevista para el verano del mismo año. Sin embargo, la oposición de Roger Martin du Gard, que afirma que «Meckert tiene demasiado talento y personalidad para permitir que se hunda publicando ese libro», bloquea ese proyecto. Durante los años siguientes, el escritor francés modifica varias veces su manuscrito, añadiendo capítulos, modificando el tiempo de narración, pero Gallimard lo vuelve a rechazar en 1955.
A pesar de que Gallimard sigue publicando novelas de Meckert (Nous avons les mains rouges en 1947 y La Ville de plomb en 1949), ya no tienen el éxito de Los golpes. A partir de 1946, Meckert deja de escribir sus novelas populares bajo seudónimo.

### El nacimiento de Amila (1950-1970)
A petición de Marcel Duhamel, Jean Meckert escribe una novela negra en la Série noire, Y'a pas de Bon Dieu !, publicada en 1950 bajo el seudónimo de John Amila. Esta es una versión de «Amilanar», palabra española que Duhamel le había propuesto, pues en francés se lee «ami l'anar», es decir, «el amigo anarquista». Se convierte en el segundo francés que escribe en la Série noire después de Serge Arcouët (bajo el seudónimo de Terry Stewart). La edición original de Y'a pas de Bon Dieu! indica «adaptado del americano por Jean Meckert». Sus cinco primeros títulos publicados en la Série noire salen bajo el nombre de John Amila, pero los siguientes con el nombre de Jean Amila, ya que «se convirtió en Jean porque la verdad es que no soy americano».

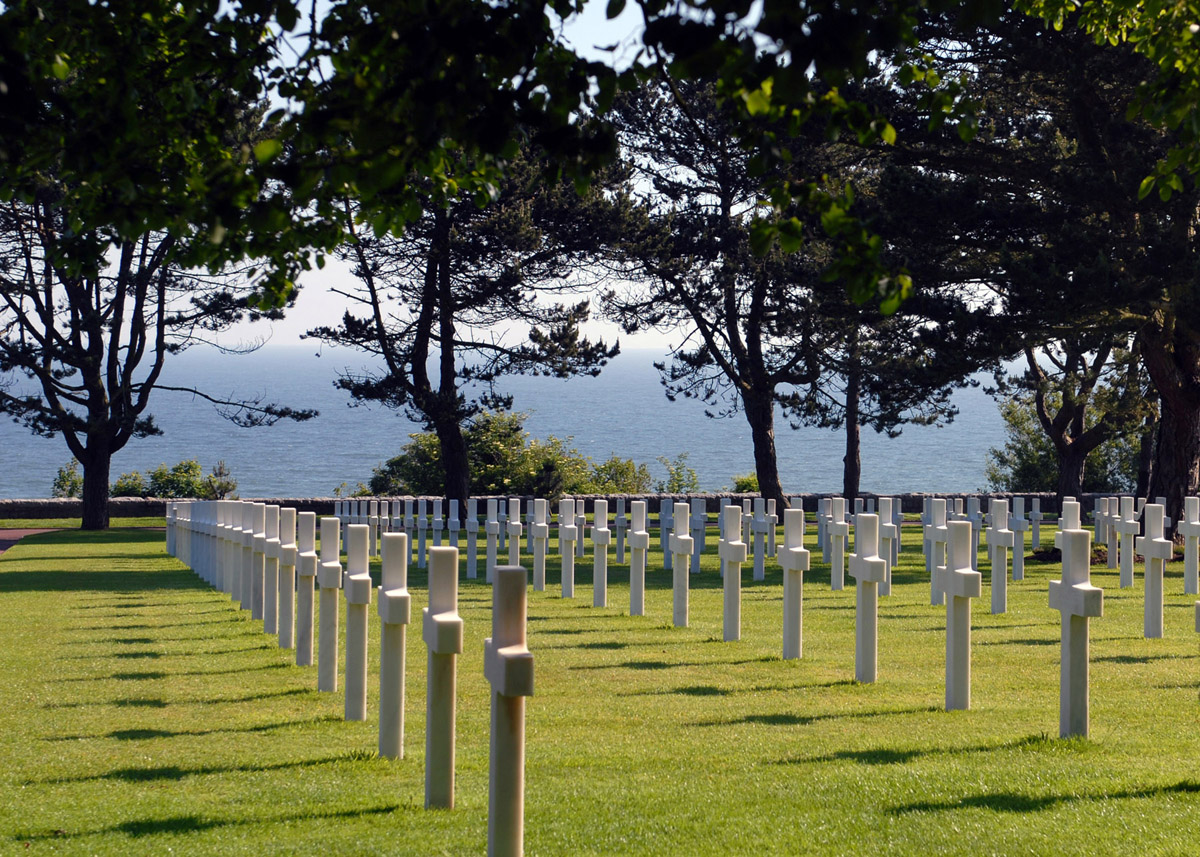
Cementerio de Omaha

En total, Meckert escribe veintiún novelas negras, diecisiete de ellas entre 1950 y 1974. Dedica varias novelas a la Primera (Le Boucher des Hurlus en 1982) y a la Segunda Guerra Mundial (La Lune d'Omaha en 1964, Au balcon d'Hiroshima en 1985), donde expone sus convicciones anarquistas antimilitaristas. Crea dos personajes recurrentes: Riton Godot, dueño de un club nocturno parisino, Le Faisan Noir, vinculado a una banda de gánsteres (La Bonne Tisane en 1955 y Sans attendre Godot en 1956) y sobre todo Édouard Magne, apodado Géronimo, un policía anticonformista, contestatario, vinculado al movimiento hippie, luchando por las víctimas y no por el Estado (La Nef des dingues en 1972, Contest-flic en 1972 y Terminus Iéna en 1973). Au balcon d'Hiroshima recibe el prix Mystère de la critique en 1986.
Tres de sus novelas policiacas han sido adaptadas para la serie televisiva Série noire iniciada por Pierre Grimblat para la cadena TF1 y la Télévision suisse romande: Noces de souffre, Pitié pour les rats y La Lune d'Omaha. A partir de 1957, Jean Meckert trabaja para el cine como dialoguista para Yves Allégret (Quand la femme s'en mêle, guion inspirado por su novela Sans attendre Godot), André Cayatte, Maurice Labro y Georges Lautner (Fleur d'oseille, guion inspirado por su novela Langes radieux).

### Últimos años (1970-1995)
En 1971 publica La Vierge et le Taureau, novela en la que denuncia la administración colonial francesa y los ensayos nucleares en Tahití. Profundamente antimilitarista, la novela panfletaria que denuncia el neocolonialismo, el ejército y los servicios secretos franceses fue retirada de la venta.
En enero de 1975, al salir de los estudios de la ORTF, Jean Meckert es agredido por unos desconocidos y dejado por muerto. Sobrevive y considera que se trata de una represalia por haber cuestionado los ensayos nucleares franceses en el océano Pacífico. En parte amnésico debido a los golpes recibidos, mermado por el Fenobarbital, Meckert entra en una larga depresión. Mientras que su madre y su hermana fallecen a principios de los años 1980 y su mujer lo deja, Jean Meckert retirado en Lorrez-le-Bocage-Préaux, redacta en 1985 una autobiografía. Titulada Comme un écho errant, el texto cuenta en tercera persona sus recuerdos de juventud como terapia. El relato es rechazado por Gallimard en 1986.
Es seguramente el último libro que somete a un editor ya que sus últimas novelas negras, bajo el seudónimo de Jean Amila, salen entre 1981 y 1985 (Le Pigeon du Faubourg en 1981, Le Boucher des Hurlus en 1982, Le Chien de Montargis en 1983 y Au balcon d'Hiroshima en 1985). Sobre esta última novela, Meckert explica que "Hiroshima anuncia la época en la que una casta puede disponer de la vida de miles de millones de seres humanos. Es contra eso que intento luchar, incluso cuando escribo novelas negras".
Jean Meckert fallece el 7 de marzo de 1995.

## Homenajes y posteridad
Durante muchos años la obra de Jean Meckert cayó en el olvido.
Sin embargo, varios autores de novela negra reconocen su filiación con Meckert. Es el caso de Didier Daeninckx que le rinde un homenaje en su novela de 1996 Nazis dans le métro y en 12, rue Meckert (2001). El escritor Patrick Pécherot sitúa la acción de Tiuraï (1996) en Papeete y trata de las experiencias nucleares sobre las que investiga el periodista Thomas Mecker, que vuelve a aparecer en Terminus nuit (1999).
A partir de 2005, la colección Arcanes de la editorial Joëlle Losfeld reedita varias novelas de Jean Meckert. Sin embargo, la mayor parte de su obra está agotada ya que tan una pequeña parte de sus novelas policiacas ha sido reeditada en la colección Folio policier de Gallimard.
Un premio Jean Meckert/Amila existe desde 2005 en el Salon du livre d'expression populaire et de critique sociale d'Arras.
En 2012, la Bibliothèque des littératures policières (Bilipo) le dedica una exposición llamada De la Blanche à la Série Noire.

## Obras

### Novelas firmadas como Jean Meckert
- Les Coups (1942)
- La Lucarne (1945)
- Nous sommes tous des assassins (1952)
- Justice est faite (1954)
- Comme un écho errant (1986, novela autobiográfica)
- Abîme et autres contes inédits (1935, publicados en 2012)

### Teatro
- Nous avons les mains rouges (1950)
- Les Radis creux (1951)
- L'Ange au combat
- L'Alchimiste (1953)
- Les Coups